# Treasure Buddies – Schatzschnüffler in Ägypten
Treasure Buddies – Schatzschnüffler in Ägypten (Originaltitel: Treasure Buddies) ist eine US-amerikanische Walt-Disney-direct-to-DVD-Produktion von Robert Vince aus dem Jahr 2012. Es handelt sich um den sechsten Teil einer Spin-off-Filmreihe zur Reihe Air Bud – Champion auf vier Pfoten.

## Handlung
Der Kapuzineraffe und Taschendieb Babi erzählt seinem Neffen Babu, wie er in seinem Leben einmal den Buddies begegnet war: Der Urgroßvater der Buddies war der Hund Digger des Archäologen Thomas Howard. Gemeinsam fanden sie die Hälfte eines Zifferblatts, das sie zum Grab der Königin Cleocatra führen sollte. Da Howard die andere Hälfte nicht finden konnte, gab er die Schatzsuche auf und ging zurück nach Fernfield. Dort lebt er noch heute, so wie sein Enkel Pete, der bei einem Besuch einer ägyptischen Ausstellung erst von den Abenteuern seines Großvaters erfährt. Nachdem der britische Archäologe Phillip Wellington zusammen mit seiner Katze Ubasti in dem Museum eingetroffen ist, verrät er Howard, dass er die andere Hälfte des Zifferblatts besitzt. Er besteht darauf, gemeinsam mit ihm und Pete die Schatzsuche von damals fortzusetzen. Obwohl Pete seinen Hund Mudbud nicht mitnehmen darf, gelingt es diesem und seinen Geschwistern Budderball, B-Dawg, Buddha und Rosebud, mit an Bord des Flugzeugs und so nach Ägypten zu gelangen. Dort angekommen sehen sie sich erst einmal in der orientalischen Stadt um, wo sie Babi begegnen. Babi hilft ihnen, Pete aufzuspüren und den Schatzsuchern heimlich zu folgen. Dabei zeigt ihnen ein Kamelfohlen, wie sie sich in der Wüste zurechtfinden können, wo sie ihr weiterer Weg hinführt. Da sich aber der Vorsprung von Howard, Pete und Wellington immer mehr vergrößert, folgen ihnen die Welpen am Ende mit einem Ballon, den Babi für sie „organisiert“ hat. Anschließend müssen sie einem gefährlichen Sandsturm widerstehen, was ihnen ebenfalls mit Babis Hilfe gelingt, und so gelangen sie noch vor den Schatzsuchern in die Grabkammer Cleocatras. Gerade als sie die Schätze bewundern wollen, erscheint Wellingtons Katze, denn Howard ist es mithilfe des Zifferblatts ebenfalls gelungen, den Weg zu Cleocatras Grab zu finden. Jetzt entpuppt sich Wellington als hinterlistiger Grabräuber, der Howard zu einem heftigen Zweikampf herausfordert und den Schatz für sich allein haben will. Mit Petes Hilfe gewinnt Howard, und beide staunen nicht schlecht, als sie nun auch die Buddies hier antreffen. Wellington will aus dem Grabmal fliehen, wird hier aber vom ägyptischen Geheimdienst erwartet und festgenommen, der Wellington nun endlich als Grabräuber hat überführen können. Howard und Pete werden zusammen mit den Buddies zu Nationalhelden erklärt, und das Museum in Fernfield erhält zum Dank das Halsband der Cleocatra als Dauerleihgabe. Babu glaubt, dass sein Großvater die Geschichte nur erfunden hat, aber Babi lächelt und nimmt zum Beweis Cleocatras Halsband, das er aus dem Fernfield-Museum gestohlen hat, aus einem Versteck.

## Besetzung und Synchronisation
Die deutschsprachige Synchronisation entstand nach dem Dialogbuch sowie unter der Dialogregie von Reinhard Brock durch die Synchronfirma FFS Film- & Fernseh-Synchron in München.
| Rolle                   | Schauspieler/Synchronsprecher | Deutsche Stimme         |
| ----------------------- | ----------------------------- | ----------------------- |
| Professor Thomas Howard | Richard Riehle                | Hartmut Neugebauer      |
| Dr. Phillip Wellington  | Edward Herrmann               | Klaus Guth              |
| Pete Howard             | Mason Cook                    | Emil Deny               |
| Seti                    | Christopher Maleki            | Kai Taschner            |
| Amir Sabbagh            | Adam Alexi-Malle              | Christian Weygand       |
| Jean                    | Ellie Harvie                  | Kristina Rössler        |
| B-Dawg                  | Skyler Gisondo                | Malte Wetzel            |
| Buddha                  | Charles Henry Wyson           | Sascha Buley            |
| MudBud                  | Ty Panitz                     | Lenny Peteanu           |
| Budderball              | Tucker Albrizzi               | Marco Roda              |
| Rosebud                 | Genevieve Hannelius           | Lara Wurmer             |
| Babi                    | Maulik Pancholy               | Robert Missler          |
| Cammy                   | Kaitlyn Maher                 | Liv Wagener             |
| Ubasti                  | Elaine Hendrix                | Susanne von Medvey      |
| Babu                    | Aidan Gemme                   | Manuel Scheuernstuhl    |
| Deputy Sniffer          | Tim Conway                    | Reinhard Glemnitz       |
| Slither                 | Ryan Stiles                   | Helmfried von Lüttichau |
| Mala                    | Bonnie Somerville             | Claudia Schmidt         |

## Kritik
Kino.de wertete: „Fünf aufgeweckte Golden-Retriever-Welpen suchen Schätze unter Palmen und retten mal wieder Welt und Menschheit in einem gut gelaunten Komödienabenteuer aus der Disney-Factory. Abgespalten einst vom legendären ‚Air Bud‘ erlebten die Buddies schon Abenteuer als Schlittenhunde, Astronauten und Geisterjäger für ein mutmaßlich zufriedenes, weil immer wieder zugreifendes Kinderpublikum. CGI-Feuerwerk an bonbonbuntem Realfilm mit naiv gezeichneten Konflikten und milder Spannung.“
Cinema meinte dagegen: „Nett für Kleine, trotz einiger ‚Indy‘-Zitate, aber öde für Ältere. Kinderjux, bei dem Große Leine ziehen.“